# 김주현 (음악가)
김주현
(Kim Ju-hyun, 1987년 10월 16일 ~ )은 대한민국의 아쟁 연주자이자 국악 교육자이다. 국립전통예술고등학교에서 아쟁 교사로 재직 중이며, 전통과 현대를 아우르는 창작 및 교육 활동을 통해 국악 대중화와 후학 양성에 기여하고 있다.
학력
- 2003년: 국립전통예술고등학교 졸업
- 2006년: 이화여자대학교 음악대학 한국음악과 졸업
- 2012년: 연세대학교 교육대학원 음악교육전공 졸업
- 2023년~현재: 이화여자대학교 교육대학원 AI융합교육 전공 재학

경력
김주현은 1997년 신라국악예술단 청소년 단원으로 활동을 시작하여, 다양한 국악 공연과 창작 프로젝트에 참여하였다. 2006년부터는 대학어울림악단(구 국립청소년국악관현악단)에서 활동하며 국악관현악, 실내악, 뮤지컬, 음악극 등 다양한 장르에서 아쟁 연주를 선보였다.
2010년부터는 극단 목화에 합류해 연출가 오태석과 함께 로미오와 줄리엣, 춘풍의 처, 템페스트 등의 음악극에 참여했으며, 템페스트로 2011년 에딘버러 인터내셔널 페스티벌에 참가하여 헤럴드 엔젤스상을 수상하였다.
2012년 문화마을 들소리 공연단에 입단하여 월드비트 비나리에서 아쟁과 타악, 코러스를 담당했고, 이후 전통타악연구소와 협업하여 아리랑 랩소디, Feel 굿, 천지인의 소리 등의 창작 공연에서 국악기의 융합을 시도하였다.
교육 경력
김주현은 국악교육자로서도 활발한 활동을 이어왔으며, 초등학교부터 고등학교까지 다양한 연령대에서 국악을 가르쳐왔다.
- 2007~2016년: 영북초, 신북초, 영평초, 추산초 등에서 국악 방과후 및 전담 강사
- 2014~2017년: 계원예술고등학교 전공 실기 강사
- 2016~2017년: 국립전통예술중학교 전공 실기 강사
- 2018년~현재: 국립전통예술고등학교 교사

자격 및 수료
- 문화예술교육사 2급 (문화체육관광부, 2016)
- 중요무형문화재 제1호 종묘제례악(아쟁) 이수자 (2015)

저서 및 논문
- 2012년: 「10현 대아쟁 연주 훈련을 위한 연구 – 스케일과 주법 연습곡을 중심으로」 (연세대학교 석사학위 논문)
- 2016년: 『창작아쟁교본 – 오선보 위에 그려진 아쟁의 꿈』 (민속원 출판)
- 2025년: 『창작아쟁교본 2 – 아쟁, 소리로 빛나는 순간들』 편찬

주요 공연
- 2017년: 김주현 아쟁 독주회 – 바람과 함께 춤을 춘다면 (운현궁)

주요 단체 활동
- 신라국악예술단 청소년 단원 (1997~2003)
- 대학어울림악단 (2006~2007)
- 극단 목화 연주팀 (2010~2011)
- 문화마을 들소리 연주단원 (2012~2013)
- 여성국악실내악단 다스름 동인 (2011~2018)
- 전통타악연구소 연주단원 (2013~2018)
- 이화국악관현악단 수석단원 (2015~2018)
- 국악앙상블 다온 대표 (2015~2018)

음반
- 2013~2015: 창작국악동요제 음반 녹음 참여
- 2016년: 유은선 창작음반 참여
- 2016년: 아쟁컴퍼니 아로새김 1집 음반 발매

Kim Ju-hyun (born October 16, 1987) is a Korean ajaeng (traditional Korean bowed zither) performer and educator. She currently teaches ajaeng at the Korea National High School of Traditional Arts and has contributed to the popularization and modernization of Korean traditional music through both performance and pedagogy.
Early Life and Education
Kim began her music career in 1997 as a youth member of the Silla Traditional Music Troupe in Gyeongju. She graduated from the Korea National High School of Traditional Arts and majored in ajaeng at Ewha Womans University. She further pursued her studies in music education at Yonsei University and AI-integrated education at Ewha Womans University Graduate School of Education.
Career
Since 2006, Kim has performed in orchestras and chamber ensembles, and collaborated on musical theatre productions. She joined the Mokhwa Repertory Company as a musician in The Tempest, Romeo and Juliet, and The Wife of Spring Breeze. In 2011, she performed in The Tempest at the Edinburgh International Festival, where she received the Herald Angels Award.
She has collaborated with numerous groups, including Deulsori, the Korean Traditional Percussion Research Institute, and Ewha Korean Orchestra. As an educator, she has taught Korean music in elementary, middle, and high schools, and is currently a certified teacher at the Korea National High School of Traditional Arts.
Major Publications and Recordings
- Creative Ajaeng Textbook: Ajaeng Dreams Drawn on the Staff (2016)
- Creative Ajaeng Textbook 2: Ajaeng, Moments Shining with Sound (2025)
- Album: Ajaeng Company – Aroseogim Vol.1 (2016)

## 음악 활동
- 2012년 서울특별시 종로구 월드비트 비나리 전용관 상설공연